# Alemanes del mar Negro
Los alemanes del mar Negro (en alemán: Schwarzmeerdeutsche) son alemanes étnicos que emigraron desde Alemania a fines del siglo XVIII y sobre todo a comienzos del siglo XIX y se establecieron en los territorios de la costa septentrional del mar Negro, especialmente en el sur de Ucrania (en ese entonces parte del Imperio ruso), en respuesta a la invitación a poblar que les hiciera el emperador ruso Alejandro I. 
En la antigua Nueva Rusia hubo muchas colonias de alemanes, ante todo en el óblast o provincia de Odesa. Dentro del grupo de los alemanes del mar Negro, los alemanes de Crimea vivían en esa península, mientras que los alemanes de Besarabia habitaban en la región que va desde el río Dniéster hasta el río Prut. Parte del sur de Besarabia también se encuentra en el óblast de Odesa. Un poco más al sur, los alemanes de Dobruja se extendían sobre las costas de las actuales Rumania y Bulgaria.
Alejandro I también invitó a otros alemanes a que poblaran la zona del Cáucaso, dando origen así a los alemanes del Cáucaso. Esta política de desarrollar Rusia con alemanes, que con su laboriosidad hicieran prosperar el imperio y a su vez dieran ejemplo al resto de la población, ya había sido aplicada antes por su abuela, la zarina Catalina II «la Grande» de Rusia, cuando invitó a alemanes a que se radicaran en la región del Volga, dando origen a los alemanes del Volga. Estos y otros grupos de alemanes son genéricamente conocidos como alemanes de Rusia. 
Los alemanes del mar Negro se diferencian de los alemanes del Volga principalmente por una cuestión geográfica, a pesar de que ambos grupos emigraron a Rusia casi al mismo tiempo y por las mismas razones. Estos alemanes se asentaron en el sur de Ucrania (incluida la península de Crimea), que en ese entonces era parte del Imperio ruso. Estos territorios habían sido ganados por Catalina la Grande a través de dos guerras con el Imperio otomano (1768-1774) y de la anexión del Janato de Crimea (1783). 
La zona de asentamiento no era tan compacta como la del Volga, sino que se formaron cadenas de colonias. Los primeros colonizadores llegaron en 1787, primero desde la Prusia Occidental y más tarde desde el este y sudoeste de Alemania, así como de la actual Varsovia, todos germanos. Había colonias de protestantes y otras de católicos, todos cristianos. En la misma región (aunque siempre en colonias separadas) también estaban los menonitas, luego conocidos como menonitas de Rusia; la misma Catalina les envió una invitación para que emigraran a Rusia.
Por su lugar de procedencia dentro de Alemania, los alemanes del mar Negro hablaban dialectos suabos y, por tanto, pertenecientes al alto alemán.
La personalidad más prominente descendiente de alemanes del mar Negro (más concretamente: descendiente de alemanes de Besarabia) es el ex presidente de Alemania Horst Köhler. Sus padres vivieron hasta 1940 en la colonia Ryschkanowka (actual Rîșcani, Moldavia), al norte de Besarabia, y luego se mudaron a Polonia (entonces parte de Alemania) y allí fue donde nació Köhler.

## Historia
Los alemanes comenzaron a establecerse en el sur de Ucrania y la Península de Crimea a fines del siglo XVIII, pero la mayor parte de la inmigración y el asentamiento se produjeron durante las guerras napoleónicas, desde 1800 en adelante, con una concentración en los años 1803 a 1805. En ese momento, el sur de Ucrania era parte del Imperio Ruso. Designadas Nueva Rusia (o Südrussland por los habitantes de habla alemana), estas tierras habían sido anexadas por el Imperio Ruso durante el reinado de Catalina la Grande después de guerras exitosas contra el Imperio otomano (1768-1774) y el Kanato de Crimea (1783). El área de asentamiento no era tan compacta como la del territorio del Volga, sino que más bien albergaba una cadena de colonias. Los primeros colonos alemanes llegaron en 1787, primero desde la Prusia Occidental, luego desde el oeste y suroeste de Alemania y Alsacia, así como del área de Varsovia. Católicos, luteranos y menonitas eran todos bien conocidos como agricultores laboriosos y muy disciplinados. La emperatriz Catalina les envió una invitación personal para emigrar al Imperio Ruso, ya que preveía que enriquecerían su reino. Les otorgó ciertos "privilegios", como el libre ejercicio de su religión e idioma (dentro de sus colonias), también exentas del servicio militar en sus comienzos.
Muchos de esos alemanes, antes de emigrar a la zona del mar Negro, estaban padeciendo los avances del ejército expansionista de Napoleón, el cual estaba arrasando con todas sus ciudades y granjas de su tierra ancestral. Si una familia alemana tenía una sola vaca lechera, los soldados franceses mataban esa vaca para comérsela, saqueaban las casas y seguían su paso hacia el este. Esta situación fue aprovechada por el Imperio ruso para hacerse con colonos alemanes, invitándolos a poblar Rusia una vez más.
El 17 de octubre de 1803 se considera el día de la fundación de las primeras colonias alemanas del mar Negro cerca de Odessa. En la primavera de 1804, Großliebental y Kleinliebental fueron los primeros asentamientos. Neuburg, Peterstal y Josefstal siguieron después en las cercanías. En 1805 surgieron Alexanderhilf, Frankfeld, Mariental y Lustdorf. En 1806 se añadió Freudental, y luego todas las demás.
Sin embargo, las condiciones ofrecidas cambiaron después del acuerdo. Por si fuera poco, más tarde, durante la Primera Guerra Mundial, los alemanes étnicos fueron víctimas de una intensa discriminación. Con los años, el imperio comenzó a aplicar políticas de rusificación forzosa, restringiendo el idioma alemán, que indujeron a que muchos alemanes del mar Negro comenzaran a emigrar a otros países, especialmente Estados Unidos, Canadá, Brasil, Argentina y Australia. Los alemanes católicos del mar Negro se inclinaron por Brasil y Argentina.

## En Estados Unidos
Los primeros asentamientos de alemanes del mar Negro en Estados Unidos se dieron en 1873 cerca de la ciudad de Lesterville, en Dakota del Sur, pero pronto se extendieron por ambas Dakotas. Los luteranos y los católicos fueron los grupos más grandes entre los alemanes del Mar Negro en Las Dakotas. Otros colonos provenientes del Mar Negro fueron los menonitas de Rusia y los huteritas, así como los alemanes de Dobruja que habían vivido brevemente en el sureste de Rumania. Para 1920 se estimó que unos 70.000 alemanes de Rusia vivían en Dakota del Norte, la mayoría de ellos originarios de la región del mar Negro, además de alemanes del Volga. Allí, la mayoría de los alemanes de Besarabia, el mar Negro, de Crimea y del Volga se convirtieron en productores de trigo.
Actualmente, se calcula que el 30-40% de la población de Dakota del Norte es descendiente de alemanes de Rusia, principalmente de alemanes del mar Negro.

## En Canadá
Debido a la creciente escasez de tierras de cultivo en Las Dakotas de Estados Unidos, muchos alemanes del mar Negro se reasentaron en las provincias canadienses de Alberta y Saskatchewan. Las Praderas canadienses, sobre todo en la provincia de Alberta, recibieron alemanes del mar Negro, especialmente entre 1900 y 1913, cuando la expansión de los ramales ferroviarios hizo que estas fueran fácilmente accesibles para los nuevos colonos. Desde la región del mar Negro, Canadá también recibió menonitas de Rusia, que con el correr de los años migrarían a diversos países de Latinoamérica.

## En Argentina
Aunque en menor número que los alemanes del Volga, muchos alemanes del mar Negro también arribaron a la Argentina y se encontraron con la gran comunidad de los primeros viviendo en diferentes colonias agrícolas en el interior del país (además de otros alemanes residentes). Así, muchos se integraron a las localidades argentinas en donde ya había alemanes del Volga y en otros casos fundaron sus propias colonias. Muchos de los alemanes del mar Negro que llegaron a la Argentina provenían de las ciudades de Múnich, Espira, Rastadt, Landau, Rohrbach, Mannheim, Karlsruhe, Kandel, etc. (antiguo Imperio ruso, actual Ucrania). En tanto, otros eran de las regiones de Besarabia y Dobruja (Rumania). 

### Provincia de Buenos Aires
- Estancia El Lucero, Partido de Coronel Suárez. Las primeras familias llegaron al país en 1898 y arrendaron el campo de la estancia El Lucero, en las proximidades de Coronel Suárez, donde trabajaron la tierra. En 1905, 18 familias se unieron para comprar esas tierras, que abarcaban un total de 3.200 hectáreas.

- Carhué, Partido de Adolfo Alsina.

- Villa Iris, Partido de Puan.

- Daireaux, partido homónimo.

- Colonia Monte La Plata (1906), ubicada a 4 km de Teniente Origine. Fundada completamente por alemanes del mar Negro, en general provenientes del antiguo distrito Berezan (actualmente Óblast de Mykolaiv y Óblast de Odesa), cerca de Odessa. Por ejemplo, de las aldeas católicas München, Speier/Speyer y Rastadt. Hoy sus descendientes viven integrados en otras localidades de la zona.

- Stroeder, Partido de Patagones.

### Provincia de La Pampa
- Winifreda.

- Colonia San José. Esta colonia fue fundada por alemanes del Volga y luego se sumaron algunas familias de alemanes del mar Negro. Los alemanes mantuvieron siempre un gran orden en todo, algo que incluso puede verse en el cementerio de Colonia San José, el cual está dividido por un camino central: de un lado están sepultados los alemanes del Volga y sus descendientes y del otro los alemanes del mar Negro con los suyos, lo que facilita cualquier tipo de búsqueda.

- Colonia Santa Teresa. Esta colonia fue fundada por alemanes del Volga a los que se sumaron luego algunas familias de alemanes del mar Negro.

- Mauricio Mayer. Ya había alemanes del Volga y luego también algunas familias de alemanes del mar Negro.

- Colonia Barón. En convivencia con alemanes del Volga.

- Alpachiri. En convivencia con alemanes del Volga.

- General San Martín.

- Guatraché.

- Eduardo Castex.

- Antigua "Estancia Remecó" (actual colonia "La Nueva Esperanza"), ubicada a 40 km de Guatraché. Esta es una colonia de menonitas de Rusia, los cuales estuvieron muchos años radicados en otros países antes de llegar a la Argentina. Si bien los menonitas son muy diferentes al resto de los alemanes del mar Negro y de Rusia en general, también fueron a dicha región a raíz de la invitación del gobierno del Imperio ruso. Ver: menonitas en Argentina.

## Hambruna y genocidio
Emigrar a tiempo de la región de Nueva Rusia (hoy Ucrania) fue la salvación para muchas familias de alemanes del mar Negro. Sin embargo, otras quedaron allí y a ellas les esperaría lo peor. Después de la revolución bolchevique y la formación de la Unión Soviética, antes de la Segunda Guerra Mundial, todas sus pertenencias les fueron confiscadas, fueron sometidos a la inanición forzada (hambrunas provocadas por el gobierno), el cierre forzoso de iglesias, escuelas y organizaciones comunitarias de habla alemana, los nombres de las aldeas fueron cambiados por nombres rusos y fueron estrictamente obligados a cambiar su idioma de instrucción del alemán al ruso. Miles de alemanes que quedaban en Crimea, junto con otros alemanes del Mar Negro, fueron apartados de sus familias, diezmados y deportados a campos de trabajos forzados gulags en Siberia y Kazajistán, lo que constituyó un genocidio.
Muchos fueron deportados como resultado de la colectivización de todas las tierras agrícolas soviéticas en 1930/1931 por el primer plan quinquenal de Stalin. Los granjeros alemanes fueron etiquetados despectivamente como kulaks (campesinos ricos) por el régimen comunista y sus tierras fueron confiscadas. La deportación masiva de los alemanes se basó en criterios étnicos y sociales; esta comunidad sufrió más que cualquier otra del lugar, ya que si bien la hambruna afectó a todos, estos además fueron perseguidos de manera simultánea por su etnia e idioma.
Durante la Segunda Guerra Mundial, muchas familias de menonitas fueron salvadas por el avance del Ejército Alemán por territorio soviético, lo que les permitió a los menonitas huir a Alemania, desde allí, radicarse en Canadá y algunos países de Latinoamérica.